# Зборовская городская община
Зборовская городская община (укр. Зборівська міська громада) — территориальная община в Тернопольском районе Тернопольской области Украины.
Административный центр — город Зборов.
Население составляет 19488 человек. Площадь — 468,2 км².
В соответствии с распоряжением Кабинета Министров Украины от 12 июня 2020 года, в состав общины вошла территория Зборовского городского совета, Беримовского, Бзовицкого, Вирловского, Волчковского, Гарбузовского, Годовского, Гукаловского, Зарудянского, Кабаровецкого, Кальненского, Млыновецкого, Олиевского, Перепельницкого, Плеснянского, Погребецкого, Розгадовского, Славнянского, Ярославицкого и Ярчовецкого сельских советов упразднённого Зборовского района, а также Августовского и Великоплавучанского сельских советов упразднённого Козовского района.

## Населённые пункты
В состав общины входят 1 посёлок и 52 села:
- Город Зборов
- Беримовский старостинский округ:
  - Беримовцы
  - Кудиновцы
  - Мониловка
  - Ярославичи
- Зарудянский старостинский округ:
  - Зарудье
  - Коршилов
  - Лавриковцы
  - Озерянка
  - Травотолоки
- Кабаровецкий старостинский округ:
  - Волчковцы
  - Ивачев
  - Кабаровцы
  - Корчунок
  - Метенев
  - Нище
- Кальнянский старостинский округ:
  - Годов
  - Жабыня
  - Йосиповка
  - Кальное
  - Розгадов
  - Цецовка
- Млыновецкий старостинский округ:
  - Грабковцы
  - Кудобинцы
  - Млыновцы
  - Присовцы
  - Тустоголовы
- Олиевский старостинский округ:
  - Бзовица
  - Лопушаны
  - Олиев
- Перепельницкий старостинский округ:
  - Гарбузов
  - Гукаловцы
  - Манаев
  - Перепельники
- Плеснянский старостинский округ:
  - Вирлов
  - Плесняны
  - Славная
  - Храбузна
- Погребецкий старостинский округ:
  - Августовка
  - Калиновка
  - Красная
  - Погребцы
  - Футоры
  - Хоробров
  - Хоростец
- Ярчовецкий старостинский округ:
  - Великая Плавуча
  - Волосовка
  - Жуковцы
  - Мшана
  - Подгайчики
  - Ольшанка
  - Цицоры
  - Ярчовцы